# Político (diálogo)
Político (en griego Πολιτικός) es el último de un conjunto de cuatro diálogos de Platón. Es precedido por Parménides, Teeteto y el Sofista.
En el texto del Político, asistimos a una discusión entre Sócrates, el matemático Teodoro, otro estudiante llamado también Sócrates (al que se le nombra como "Joven Sócrates"), y un filósofo desconocido que expone las ideas del político. Este filósofo es un extranjero proveniente de Elea al que en distintas versiones se conoce como "el visitante".
El texto en sí es continuación del diálogo del Sofista, que presenta una conversación entre Sócrates, Teeteto y el visitante.
Se lee en la obra Introducción al "Político" que la intención del escrito de Platón es la de explicar que el mando o poder político necesita de un tipo especializado de conocimiento. El político era quien poseía ese conocimiento para gobernar correcta y justamente, además de representar los mejores intereses de sus ciudadanos. El diálogo muestra que los políticos deben estar gobernados por este conocimiento o gnosis. Este llamado está dirigido contra aquellos que, en opinión del visitante, gobiernan en Grecia en esa época: aquellos que dan la apariencia de poseer ese conocimiento, pero en realidad sólo son sofistas o imitadores.
Por lo que afirma el visitante o extranjero, un sofista es aquel que no conoce la forma correcta de hacer las cosas, pero que aparenta ante los demás que sí. La idea del extranjero de cómo se ha de obtener el conocimiento para gobernar es mediante divisiones sociales. El visitante se esfuerza en especificar dónde y por qué son necesarias tales divisiones para que se pueda gobernar apropiadamente.

## Contexto histórico de la obra
Según I.M. Crombie, la mayor evidencia de los ideales políticos de Platón puede hallarse en su propia experiencia en Sicilia, según consta en sus cartas. Hacia 387 a. C., año en que Platón visita Siracusa, las regiones meridionales de Italia y Sicilia se encontraban bastante pobladas de habitantes de las colonias griegas, quienes mantenían su propia cultura. Estas civilizaciones se hallaban continuamente amenazadas por indígenas italianos, en Italia y por los cartaginenses de la parte septentrional de África, en Sicilia. Ante la intromisión de los pueblos no griegos, quienes comandaban la resistencia eran los habitantes de la ciudad de Siracusa, la más importante de la Sicilia griega. Cuando Platón arriba por vez primera a Siracusa, esta se encontraba gobernada por un comandante en jefe anualmente reelegido, Dionisio I, quien al morir en 368, fue sucedido por su hijo Dionisio II. Para mantener y reforzar su poder, Dionisio el joven se vio en necesidad de luchar contra la presión de los cartagineses sobre Sicilia, contra las tendencias autosuficientes de las otras ciudades griegas y contra el partido democrático de Siracusa. Platón no permaneció por mucho tiempo en Siracusa durante su primera visita y se cree que no tuvo mucha influencia sobre Dionisio I. En 387, cuando Dionisio II accede al poder, Dión, yerno de Dionisio I, convenció al nuevo gobernante de enviar por Platón esperanzado de convertir al tirano, como él mismo se había sido convertido a las doctrinas platónicas, veinte años antes.
De vuelta en Siracusa y durante los primeros cuatro meses, Platón y Dión aconsejaban al nuevo gobernante respecto a su estilo de vida para que lograra tener hombres de confianza y así colocarlos a cargo de las ciudades reconquistadas por Dionisio I (muchas devastadas por los cartagineses) con el objeto de integrarlas, finalmente, a su imperio. Según Crombie, afirma Platón que todo esto fue comunicado a Dionisio I de una manera sutil y diplomática, pero ante la alarma encendida entre algunos cortesanos, Dión fue enviado al exilio cuatro meses después.
Luego de un tiempo Platón regresó a su patria y en 362 Dionisio II mandó por él, pero el filósofo se negó a regresar, decisión que se modificó gracias a la presión de Arquitas de Tarento y Dión, ya que las relaciones con Tarento eran de gran importancia para la civilización griega de occidente y debido a que Dionisio II prometió resolver la problemática con Dion sólo si Platón volvía. Cuando Platón regresa a Siracusa, Dionisio II se negó a que Dión recibiese la renta de sus propiedades y esta fue la causa de una ruptura con Platón. Sin embargo, Dionisio el joven no dejó que este se fuera. En Siracusa había conflictos entre los mercenarios de Dionisio II, situación aprovechada por el tirano para atacar a los jefes de la resistencia anti-tiránica, puntualmente a Heráclides, por quien Platón intercedió. Tiempo después, el filósofo supo que los mercenarios intentaban asesinarle y con la ayuda de Arquitas de Tarento logró abandonar Siracusa. En 357, Dión reunió una tropa que le arrebató Siracusa a Dionisio II. A partir de este suceso, Dión intentó gobernar Siracusa y administrar los negocios griegos en Sicilia. Dión se proponía establecer un gobierno constitucional pero autoritario. Sin embargo, se oponía, al igual que Dionisio II, al partido democrático encabezado por Heráclides. Frente a esta situación, Dión mandó a matar al líder de los democráticos y a los partidarios del joven gobernante les disgustó esta situación; debido a esto Dión fue asesinado en 353 por Calipo, un ateniense de su propio círculo de amigos.
Según A. H. Armstrong, el desenlace de la muerte de Dión fue producto de una serie de conspiraciones y contra conspiraciones de las que formaron parte algunos miembros de la Academia; sin embargo, dentro de esta se mantenía viva la llama de querer establecer un “Estado perfecto” gobernado por filósofos, más allá de que llegada la última etapa de su vida Platón se haya convencido de que en un mundo imperfecto lo mejor que puede esperar un filósofo es la institución de un gobierno de las buenas leyes.
En 352 el hermanastro de Dionisio II, Hiparino reconquistó la ciudad y se mantuvo en el poder durante dos años. A través de una carta a los partidarios de Dión se da la última intervención de Platón en los asuntos políticos de Siracusa. En ella, propone un gobierno constitucional presidido por Hiparino, Dionisio y el hijo de Dión como monarcas aliados, quienes debían nombrar una asamblea constituyente, establecer una magistratura, un Senado y un gobierno sin violencia.
Según Crombie, fue en Siracusa y no en Atenas donde Platón intentó poner en práctica sus ideales acerca de un filósofo gobernante. Atenas era una democracia todavía autosuficiente; Siracusa, en cambio, era una tiranía por lo que Platón consideró que era mejor intervenir políticamente solo cuando la comunidad estuviera preparada para aceptar modificaciones fundamentales, impuestas por un tirano o puestas a pruebas en una colonia recientemente fundada. Platón estaba convencido de que las demandas de un mejor nivel de vida son las responsables de los conflictos y que el filósofo puede intervenir o ser de utilidad cuando es posible imponer una escala de valores a una comunidad. De aquí el interés de Platón por los tiranos, capaces de imponer una escala de valores necesaria, no estando de acuerdo el filósofo, sin embargo, con una tiranía en el sentido más común de la palabra.

## Fecha de composición y cronología relativa
William Guthrie afirma en su obra Historia de la filosofía griega, que no quedan dudas respecto a la posición relativa que ocupa el político entre el resto de los diálogos platónicos, como una continuación del Sofista. Respecto a la fecha de composición, Guthrie afirma que, en el mejor de los casos, no es del todo seguro datar la composición del Político con relación a las andanzas de Platón en Sicilia, pero ubicarlo entre 367 y 362 es, probablemente, lo más certero.
Una opinión distinta presenta el filósofo Cornelius Castoriadis en su libro Sobre el Político de Platón. Afirmando también que casi todos los autores optan por situarlo entre 367 y 360, Castoriadis prefiere una fecha más tardía, ya que la datación utilizada por la mayoría de los estudiosos de la obra platónica es una que está fuertemente ligada a los viajes de Platón a Sicilia. Castoriadis pone en duda la tradición de las Cartas, en especial la séptima, llegando a negar los dos últimos viajes de Platón a Sicilia bajo los siguientes argumentos: que Diodoro de Sicilia y Aristóteles no dicen palabra alguna respecto a estos viajes, siendo que en 367 y 362 este último estaba en la Academia y que habla de Dión en La Política. Otro argumento utilizado por Castoriadis es que realizar el tercer viaje significaría una cierta incapacidad por parte de Platón para juzgar a las personas por haber creído nuevamente en las promesas de Dionisio, incapacidad que, en su opinón, es dificultoso atribuirle al autor de La República. Castoriadis afirma que estas cartas fueron falsificadas tempranamente en la Academia para, por un lado, justificar a un Platón que insiste constantemente en llevar a cabo sus ideas y, por el otro, redimir el comportamiento de dos alumnos de la Academia: Dión, casi tirano, y Calipo, su asesino. 
Sin embargo, afirma Castoriadis, es la belleza y profunididad de la Carta séptima lo que se opone a la tesis de su falsedad, en conjunto con el contenido mismo de la carta, donde se describe el saber último, descripción que se corresponde adecuadamente con lo que se expone el El Banquete, Fedro, y La República acerca de la relación del alma con el saber. Esto último, declara Castoriadis, hace pensar que si esta carta no es del todo auténtica, no lo es en lo que se refiere al tercer viaje, pero sí respecto a la relación del conocimiento con su objeto.

## Situación dramática
En este diálogo los personajes son los mismos que los del Sofista: Sócrates, de muy poca participación, ya en su último año de vida (399 a. C.);  el Extranjero de Elea que, al igual que en el Sofista, es el encargado de dirigir el rumbo de la conversación; el matemático Teodoro de Cirene;  Teeteto, que permanece en silencio; y por último, el Joven Sócrates, que en este diálogo es el encargado de contestar a los razonamientos del Extranjero de Elea. Ambos diálogos ocurren el mismo día y por eso tanto uno como otro siguen cronológicamente a otro diálogo platónico que tiene lugar el día anterior: el Teeteto. El objetivo de los mismos ya es anunciado este día y los personajes acuerdan reunirse al día siguiente para tratar la definición del sofista e inmediatamente luego de eso la del político.

## Contenido

### Prólogo: Relación con elSofistay objeto del diálogo (257a - 258b)
Una vez finalizado el debate acerca del Sofista, Sócrates expresa gratitud a Teodoro por haberle presentado a Teeteto y el visitante eleata, interlocutores del diálogo anterior al Político. Acto seguido, Teodoro anuncia la elaboración de la figura del político y del filósofo. Luego de esto se produce el reemplazo del joven Sócrates por Teeteto para interactuar con el eleata.

### Primera definición del político (258b-268d)
Durante esta sección, el diálogo se desarrolla entre el extranjero de Elea y el joven Sócrates. Ambos tienen como objetivo obtener una definición precisa del político. Por lo que, en primer lugar, establecen la diferencia entre ciencia práctica y ciencia cognoscitiva, en la que se incluyen el juicio crítico y las directivas. Coinciden entonces que el político deberá poseer un carácter auto directivo, en contraste con la simple interpretación de directivas ajenas. Este ejercerá una gestión de crianza en seres vivos únicamente.  Y la crianza estará orientada a animales no salvajes si no domésticos; pedestres, que carezcan de cuernos o plumas y que sean bípedos. Sin embargo, no conforme con el resultado obtenido el extranjero genera una nueva definición. Y concluye que, quien sea llamado rey deberá tener una ciencia cognoscitiva auto directiva, que se encargue de la crianza de seres vivos mansos y pedestres. Se tratará también de una raza de animales bípedos, que no admita cruce y que no posea cuernos. Político es aquel que ejerce una ciencia real de la crianza colectiva de los hombres. Si bien la conclusión a la que llega el extranjero se aproxima más a la verdad respecto de la anterior, no es una definición acabada.

### El mito de los pastores divinos (268d - 274d)
El primer intento de definición del arte política ha fracasado, y el extranjero de Elea recurre a un mito para explicar la razón de este extravío.
Según el extranjero de Elea, las historias tradicionales sobre la edad dorada y sobre la inversión de la marcha de los astros, dispersos en narraciones separadas, son testimonios de un acontecimiento: el cambio cósmico que ocurrió entre la edad de Crono, en la que el universo era guiado por la divinidad; y la edad de Zeus, en la que los dioses se retiran dejando librado al cosmos a su propio gobierno. En la primera edad, la vida de los mortales se mantenía sin necesidad de trabajo, no había guerras y tampoco política. Los hombres nacían de la tierra, y su vida transcurría desde la madurez a la infancia para luego desaparecer. Entre un periodo y otro ocurren catástrofes y la extinción de gran parte del género humano, que en la segunda edad debe reproducirse, sostenerse y gobernarse a sí mismo. Debido a la corporeidad del universo, este no puede seguir de manera perfecta el modelo del orden guiado por los dioses, que va olvidando, hasta que, cuando el desorden amenaza con sumergir al cosmos completo en la desemejanza, el dios vuelve para retomar el control, devolviéndole la vida armoniosa y sin vejez que tenía antes.
Según el extranjero, el mito nos permite observar que la definición ensayada tenía a la vista aquel político divino que obraba como pastor, cuando en realidad debíamos ocuparnos del político de nuestra edad, en el que los reyes son semejantes a sus súbditos.

### Definición revisada  (274e - 277a)
A partir del mito de las edades de Crono y de Zeus se distinguen dos errores. El primero consistió en que al intentar definir al político de la edad de Zeus, delimitaron al de la edad de Cronos (al pastor de rebaño humano, es decir un dios, en vez de un mortal). El segundo desacierto tiene que ver con los dos tipos de política que cada edad tuvo. Al realizar esta tarea es preciso determinar el modo de gobierno de la ciudad, para que después sea posible el exponer acabadamente una definición de político. Por un lado, en la edad de otrora, la forma de gobierno es tiránica, en cuanto que el gobierno se ejerce sin el consentimiento de los súbditos y se encarga de la crianza del rebaño de modo colectivo. Por otro lado, en la época actual, se trata de un ejercicio de la política real. Ya que el poder está en manos de gobernantes de similitud natural con quienes son gobernados. Se basa en el cuidado de seres vivos que son capaces a su vez de cuidar de sí mismos. Este un tipo de gobierno cuya soberanía es aceptada voluntariamente por los que están sujetos a ella. 
A su vez se aclara la diferencia entre τροφή  (crianza), propia de los pastores divinos, y  ἐπιμέλεια (cuidado), tarea de la que se ocupan de realizar los hombres no solo de si, sino también de otros.
Por lo tanto, sirviéndose del mito de los pastores divinos, definen como político a aquel que posee el arte de ocuparse del rebaño de animales bípedos. Y que brinda estos cuidados con la aceptación voluntaria de sobre quienes ejerce este poder.

### La naturaleza del ejemplo (277a - 279a)
Tras la revisión del mito, cuyo fin fue definir al Político, el extranjero, aún insatisfecho con la actual definición, comienza a mostrarle al joven Sócrates la necesidad inmanente de un modelo o paradigma para esclarecer la cuestión. Escoge en este caso la enseñanza del alfabeto en los niños, o más precisamente, el método mediante el cual ellos identifican elementos simples y conocidos para luego enfrentarse a aquellos cuya naturaleza les resulta ajena y compleja. La finalidad de enseñar de ese modo es demostrar como pueden los niños, una vez comprendidas las letras, los conceptos, llevarlas a cada caso particular, por más extraño que resulte.
De ese modo muestra una necesaria una analogía con la actividad política, es decir, con el cuidado de la Polis.

### Definición del arte de tejer (279a - 283c)
El extranjero de Elea propone una analogía para describir el arte de gobernar, es decir, la tarea propia del político. Platón se ocupa arduamente en la sección anterior de resaltar la importancia de utilizar un modelo que funcione para conocer otra cosa de distinta naturaleza. En este caso, el arte de tejer será punto de partida para luego llegar a una definición acabada de la figura del político.
Como es usual en Platón, y sobre todo en este diálogo, comienza dividiendo.  El arte de tejer según su fin puede dirigirse a producir algo o a proteger contra alguna molestia. Este último caso es tomado para explicar cómo el cuidado de las vestimentas puede ser análogo al cuidado que brinda el político a la comunidad. Seguido de otras divisiones respecto del mismo arte de tejer, se remarca la distinción entre lo que sucede en el inicio del proceso y lo que el proceso en sí mismo es: el proceso del tejido consiste en algún tipo de combinación, dice el extranjero; pero la etapa inicial, en cambio, consiste en una disociación de lo que está bien combinado y es bien compacto refiriéndose al arte del cardado.
De entre todos los cuidados, referidos al vestido de lana, el arte del tejer es el más noble e importante de todos.  Una vez que se realiza la descripción de cómo es el arte del cardado, el extranjero hace una nueva división de artes de trabajar la lana: una asociativa y otra disociadora.
Deciden dejar de lado lo que tiene que ver con el arte disociador para ocuparse solo del arte asociativa. Nuevamente el extranjero refiere una división distinguiendo la torsión como aquel trabajo que concierne la confección de la trama, del entrelazamiento.  Luego de esta distinción se logra una definición del arte de tejer que consiste tanto en el entrelazamiento, como en la torsión. Esta definición consiste en el entrelazamiento de la trama y la urdimbre, a ambos procesos en su conjunto, y a su producto lo denomina “vestido de lana” y al arte que resulta de eso “arte de tejer”.
Concluye, sin embargo, diciendo que el arte de tejer es básicamente el arte de entrelazar la trama y la urdimbre. Es importante señalar, que el mismo extranjero reconoce lo extenso del desarrollo anterior y eso dará lugar a futuras consideraciones.

### Caracterización del arte de medir y de la justa medida (283c- 287b)
Encontrándose el extranjero y el Joven Sócrates luego de un largo recorrido argumentativo, se preguntan si el mismo no fue demasiado extenso y lleno de distinciones innecesarias. Tanto en este mismo diálogo como en el Sofista, algunos intentos de definir y de esclarecer lo que se quiere decir resultaron tal vez extensos o tediosos, entre ellos la definición del arte de tejer (sacar nota al pie), sobre la retrogradación del universo y sobre la existencia del no ser. Este es el motivo principal por el cual se proponen dilucidar sobre el exceso y el defecto en general, para poder así elogiar o censurar las exposiciones a veces excesivamente extensas o por el contrario excesivamente breves. Así es como se embarcan a tratar directamente el arte de la medida. El primer planteo surge de una división que distingue una parte que se refiere a la recíproca relación entre grandeza y pequeñez y otra a aquella realidad que es necesaria a toda producción.
La recíproca relación entre grandeza y pequeñez refiere a que lo que es más grande es solo más grande que lo pequeño y a la inversa, que lo que es más pequeño únicamente es más pequeño que lo que es más grande. Sin embargo, si se concede que la naturaleza de lo que es más grande no guarda relación alguna sino con lo que es más pequeño jamás estará en relación con el justo medio. La consecuencia que se desprende de esta afirmación desemboca en la destrucción de las artes mismas como de sus productos, pues en efecto todas las artes no se permiten caer en el más o en el menos del justo medio. Las artes que preservan la medida logran que sus obras sean todas bellas y buenas.
En el caso en el que se admita la primera afirmación y la destrucción de las artes en su universalidad también suprimiríamos la política. En vano sería la búsqueda de tal arte política y de la figura del político. Es forzoso entonces pensar y admitir la segunda afirmación, aquella que es necesaria a toda producción: el más y el menos son mensurables, no sólo en su relación recíproca, sino también en relación con la realización del justo medio.
El justo medio en este caso se refiere directamente a lo conveniente. Pues el planteo inicial ponía en cuestión el hecho de pensar si las explicaciones sobre las cuales se dialogó antes son extensas o adecuadas. Debe juzgarse, entonces, que es preferible medir longitudes no tanto a partir de su mutua relación sino teniendo en cuenta esa parte del arte de medir de la que se habló antes: el punto medio o lo conveniente. Pues algunos discursos, aunque larguísimos, vuelven a quienes lo escuchan más hábiles y por tanto no es necesario afligirse por su longitud. 
Hacia el final de esta sección se retoma al político y al modelo del arte de tejer ya con estas precauciones.

### Las ciencias auxiliares y los seudopolíticos (287b - 291c)
Es preciso ahora aplicar el paradigma del arte de tejer al del político.
Ya se había separado al rey de las múltiples artes afines y en lo que respecta a los rebaños. De modo que quedan aquellas artes que tienen que ver con la ciudad misma, ellas debemos distinguir. Puesto que resulta difícil hacerlo de modo dicotómico, el extranjero se dispone a dividirlas de a miembros, conforme al menor número posible.
A todas las artes que refieren a la fabricación de instrumentos de la ciudad las tendremos por concausas. Sin embargo, de ningún modo son función propia del arte real. De entre las posesiones de la ciudad podemos distinguir una cuyo fin es ser instrumento; otra que persigue la preservación de lo ya fabricado, precisamente lo que es conocido como “recipiente”; una tercera especie llamada “soporte”; una cuarta, “defensa”; una quinta puede llevar el nombre de “entretenimiento”, precisamente porque hace referencia a la música, pintura y artes destinadas al propio deleite; la sexta ha de ser un arte encargada de proveer todos esos materiales, a saber, la “posesión primigenia del hombre”: la extracción de oro y plata, el arte de cortar madera, etc. Sin embargo, hasta ahora ninguna de ellas nos ha vuelto hacia la ciencia real. Por ello, un séptimo lugar debe ser otorgado a lo que está en íntima relación con el cuerpo y la salud. Por ejemplo, el alimento, la medicina, la caza; a esta debemos llamarla “nuestra nodriza”.
Ninguno de ellos ha dado con el arte real o político. Es preciso examinar ahora, no los objetos de posesión, sino a los hombres que se ocupan de aquellas artes. El extranjero distingue primero a los esclavos de los hombres libres, quedándose con estos últimos. De entre estos distingue a los comerciantes, revendedores, cambiadores de moneda; de los que propiamente ejercen el arte que buscamos. Por otra parte, encontramos aquellos hombres cuya arte es prestar servicios, precisamente los adivinadores y sacerdotes. Aquí dice el Extranjero que han hallado una huella que los lleva hacia donde quieren llegar. Pues, los que llevan el cargo de rey son quienes celebran los sacrificios más solemnes y consagrados a la tradición. Por lo tanto, es preciso examinar a estos que son elegidos reyes y sacerdotes a la vez. En este último punto es preciso descartar a los sofistas, quienes no son verdaderos políticos.

### Formas de gobierno (291c - 293e)
Para comprender el último aislamiento realizado por el Extranjero, es preciso reflexionar sobre las formas de gobierno conocidas; a saber, la monarquía, el gobierno de unos pocos, y el de la muchedumbre que llamamos democracia.  Todas estas formas pasan a ser cinco, pues el primero se bifurca en reinado o tiranía, y el gobierno de unos pocos en aristocracia u oligarquía; quedando sin ser fraccionada la Democracia. Estas divisiones surgen a partir de ciertos caracteres, la sujeción forzada o aceptación voluntaria; la riqueza o pobreza; y la legalidad o ausencia de leyes.
Puesto que esos criterios no bastan, el fundamental ha de ser la ciencia del gobierno real. De modo que encontremos un solo gobierno verdaderamente tal, estando los demás subordinados a este. Entonces, hay que ver en qué régimen político se halla la ciencia del gobierno ejercidos por hombres, la más difícil e importante de adquirir. Para ello es necesario volver a aislar del rey sensato a los sofistas que presumen ser políticos.  Se plantea primero si es posible que sea la democracia, pero una muchedumbre es incapaz de procurarse una ciencia. Seguidamente coinciden en que el gobierno de unos pocos no posee la ciencia real, a no ser que lo ejerzan conforme a un arte sin importar los caracteres anteriormente mencionados (riqueza y pobreza, existencia o ausencia de leyes, etc.). El arte debe ser la única rectora con miras a la conservación integra de la ciudad, he ahí la única recta forma de gobierno.

### Legitimidad del gobierno sin leyes (293e - 297b)
El único régimen político es entonces aquel que actúa según el arte real y que por lo tanto posee esa ciencia, mientras que los otros lo son como imitaciones de éste, pero la imitación será imitación de lo peor o de lo mejor dependiendo de la naturaleza buena o mala de las leyes que sigue. Pero, dice Isabel Santa Cruz, que la fuerza y el poder no está en las leyes, sino en el individuo que posea el saber, y la ciencia está por encima de la ley.
Pero hay gobiernos sin leyes. La función legislativa compete al arte real y lo mejor es que impere el sensato sobre las leyes, porque él puede determinar con más exactitud lo mejor, lo más justo para todos en un tiempo y no en otro. Las leyes poseen un orden preestablecido y procede de ese mismo modo para todos. El gobernante puede tener en cuenta las desemejanzas de los hombres y ver todos los casos en su momento oportuno. Pero entonces ¿para qué legislar? Existe una causa por la que la ley es lo más correcto. Para esto el extranjero se sirve de un ejemplo, compara al gobernante y la ley, con las directivas de los que enseñan gimnasia. Estos dan órdenes a los que entrenan de un modo más general, viendo lo mejor en la mayoría de los casos, dándoles los mismos ejercicios a todos. Así ocurre con el legislador, no podrá atribuir con exactitud a cada uno en particular, por eso la ley le es útil, siguiendo las costumbres tradicionales.
Luego, compara al político con el médico. Si el médico se ausenta por un tiempo, deja por escrito a sus pacientes las indicaciones, y si vuelve y considera que debe sustituirías puede hacerlo porque es el conocedor de ese arte. Si el político se ausenta, deja la ley, y si vuelve y decide sustituir las leyes haciéndolas más bellas, justas o buenas le es lícito hacerlo. No sólo le es lícito, le es un deber. Y no tiene que persuadir a cada persona de su rebaño. Esto no es violencia. El médico obliga a hacer lo mejor al paciente, para su salud. Es lo que debe hacer el político, y la gente no puede decir que el trato ha sido nocivo al elegir lo mejor para ellos o sin arte, porque el error en la política es imponer lo feo, lo malo y lo injusto, que es el caso contrario a este. La única cosa importante es favorecer en los ciudadanos lo más justo, con inteligencia y arte, y lograr que sean capaces así de salvarlos y hacerlos mejores de lo que eran en la medida posible.  El Régimen político debe buscarse en la unidad.  Este debe ser el patrón para los criterios, si no hay unidad hay imitación.

### Legalidad de las constituciones imperfectas (297b-303d)
Lo más bello y recto es que quien actúe contra las leyes sea castigado. Pero son un segundo recurso. Se exige obediencia a la ley, cuando ésta es el mejor principio, y esto es así en los gobiernos imperfectos. Se considera un absurdo que esta sea un patrón absoluto, porque se puede establecer como ley tradiciones o costumbres malas. El gobernante debe asegurarse que las leyes sean buenas, rectas y bellas. Pero éstas como ya dijimos no están por encima del gobernante. Porque el que gobierna debe poseer el arte. Si el régimen de un arte ocurre según un código escrito las artes quedan destruidas por la ley volviéndose la vida intolerable. Sin embargo, hay un mal mayor, que el gobernante electo lleva acciones distintas a las leyes sin conocimiento, y por satisfacción personal. Por eso hay que instaurar leyes y códigos escritos que no permitan que se violen, que posean el saber siendo imitaciones de la verdad. El que posee el saber es el político; por lo tanto, debe actuar en virtud de su arte, del mejor modo sin depender de las leyes.
La muchedumbre no es capaz de todo esto, no podría actuar igual que el político, no puede adquirir como muchedumbre un arte. El régimen político verdadero es un único hombre que gobierna apoyándose en un arte. Las imitaciones del régimen políticos son las siguientes: si los gobernantes son los ricos que siguen a las leyes se llama aristocracia; si este grupo de hombres hace caso omiso a las leyes se lo nomina oligarquía; si es uno sólo el gobernante y actúa conforme a las leyes y con ciencia, es un rey y su forma de gobierno es la monarquía; pero si es contrario a las leyes o costumbres es un tirano. El mejor gobierno es el del rey, pero hay una desconfianza en él, creyéndose que se volverá en tirano, por eso si no hay un rey, las asambleas imitan y dirigen no valiéndose de una ciencia.
El régimen político por excelencia es el del gobernante político filósofo que está por encima de la ley. A la monarquía, le seguiría, la aristocracia, a ésta la democracia, la decadencia de esta termina en oligarquía; y, por último, la peor de todas las formas de gobierno sería la tiranía. Es preferible vivir en democracia antes que oligarquía y tiranía, por falta de disciplina en estos gobiernos. Antes que la monarquía es preferible el gobierno del político filósofo, se asemeja al de Dios frente al hombre. Porque si no hay ciencia hay exclusión, sedición, imitación, sería un gobierno hasta sofista.

### Las ciencias servidoras de la política (303d - 305d)
Sin embargo, queda aún un grupo por separar por estar más ligado al arte político. Ya se ha descartado lo que es distinto de su naturaleza, tal como se separa del oro la tierra y las impurezas. Pero todavía es preciso distinguir lo que guarda afinidad con ella, tal como se distinguen los metales preciosos del oro, siendo este proceso mucho más difícil.
El Extranjero se dispone a hacerlo recurriendo a la música. Ella requiere aprendizaje, al igual que todas las actividades manuales. Sin embargo, debe existir una que señale si se debe aprender o no por medio de la persuasión; precisamente la retórica, que persuade a las masas, pero no por medio de la enseñanza. Y ella es justamente la competencia de la política, por lo que ha quedado rápidamente excluida de nuestro arte y que ubicada, a su vez, al servicio de aquella. Tampoco el arte bélico puede ser el arte real, ni la jurisprudencia. Ambas también están a su servicio "porque la ciencia verdaderamente real no debe actuar por sí misma, sino gobernar a las que tienen capacidad de actuar; ya que ella (…) conoce el punto de partida y la puesta en marcha de los más importantes asuntos de la ciudad, mientras que las demás deben hacer lo que les ha sido impuesto".

### El político y su labor coordinadora (305e - 311c)
Una vez hechas las distinciones anteriores, llamaremos política a "aquella que gobierna a todas éstas y presta atención a las leyes y a todos los asuntos políticos y a todos ellos los entreteje del modo más correcto".  Debemos decir en qué consiste este entrelazamiento, de qué modo se hace y qué tipo de tejido proporciona.
La valentía (ἀνδρεία)  y la prudencia (σωφροσύνη)  son partes de la virtud. Pero ambas se hallan, en cierto sentido, en mutua enemistad y poseen una posición contraria en muchos seres. Pues a veces ambas maneras de actuar se nos presentan inoportunas, entonces actuamos en sentido opuesto, precisamente en vistas al punto medio es que a veces las consideramos excesivas o, por el contrario, indolentes. Del mismo modo alabarán a la virtud con la que tengan mayor afinidad y censurarán las ajenas. Por un lado, quienes son mesurados y tienen relaciones pacíficas con los extranjeros, fácilmente podrían caer en la esclavitud. Por otro, quienes son excesivamente valientes acaban por destruir su ciudad al exponerla constantemente a guerras innecesarias. Entonces dice el Extranjero -¿No es verdad que hemos hallado lo que examinábamos al comienzo, a saber, que algunas partes no despreciables de la virtud difieren entre sí por su naturaleza y que, por cierto, producen igual resultado en quienes las poseen?- Lo que el Joven Sócrates no hace más que aceptar.
Ahora veamos si es correcto decir si alguna ciencia se sirve tanto de los que son buenos o semejantes a ella, como de los que son malvados o desemejantes. En efecto, este no es el caso del arte político. Más bien, ella busca educar a todos sus ciudadanos al modo del arte de tejer; y, en función del tejido que quiere realizar, designa una función a cada uno. Por un lado, quienes lleguen a ser valientes o prudentes, o a poseer alguna otra virtud; aportan a la ciudad en ello. Por otra parte, quienes no puedan lograrlo debido a su mala naturaleza o a su ignorancia son expulsados, o asesinados, o sometidos al yugo. De modo que a aquellas naturalezas que alcanzan una virtud, y que por este hecho llegan a oponerse con otras; el arte real las trata de combinarlas y entrelazarlas.
Para lograrlo, primero procura poner en armonía a cada parte con lo divino, luego con lo humano. Y las leyes son los lazos más divinos que permiten unir las partes de la virtud desarrolladas en sentidos opuestos. -Y a estos lazos, decía yo que no es nada difícil unirlos cuando sobre o bello y lo bueno se tiene una misma opinión. En efecto, es ésta la única y entera obra del entretejido real: La combinación en un tramado bien armado que entreteja a los hombres contrarios, los valientes y los prudentes. Logrado eso, en la medida que ambos géneros tengan una misma opinión de lo bello y lo bueno, y si el gobernante pretende que la ciudad sea enteramente feliz; es factible que todo marche bien.
Concluye el diálogo con el elogio por parte del Joven Sócrates: "¡Excelente ha sido extranjero, la presentación que esta vez nos has ofrecido del hombre real y del político!".